# Chiari, Lombardia
Chiari este o comună în Provincia Brescia, Italia. În 2011 avea o populație de 18,392 de locuitori.

## Demografie
Chiari - evoluția demografică

|  | Graficele sunt indisponibile din cauza unor probleme tehnice. Mai multe informații se găsesc la Phabricator și la wiki-ul MediaWiki. |

Date: Recensăminte sau birourile de statistică - grafică realizată de Wikipedia

## Personalități născute aici
- Gabriele Rangone (1410 - 1486), episcop;
- Lento Goffi (1923 - 2008), poet, jurnalist.

## Imagini

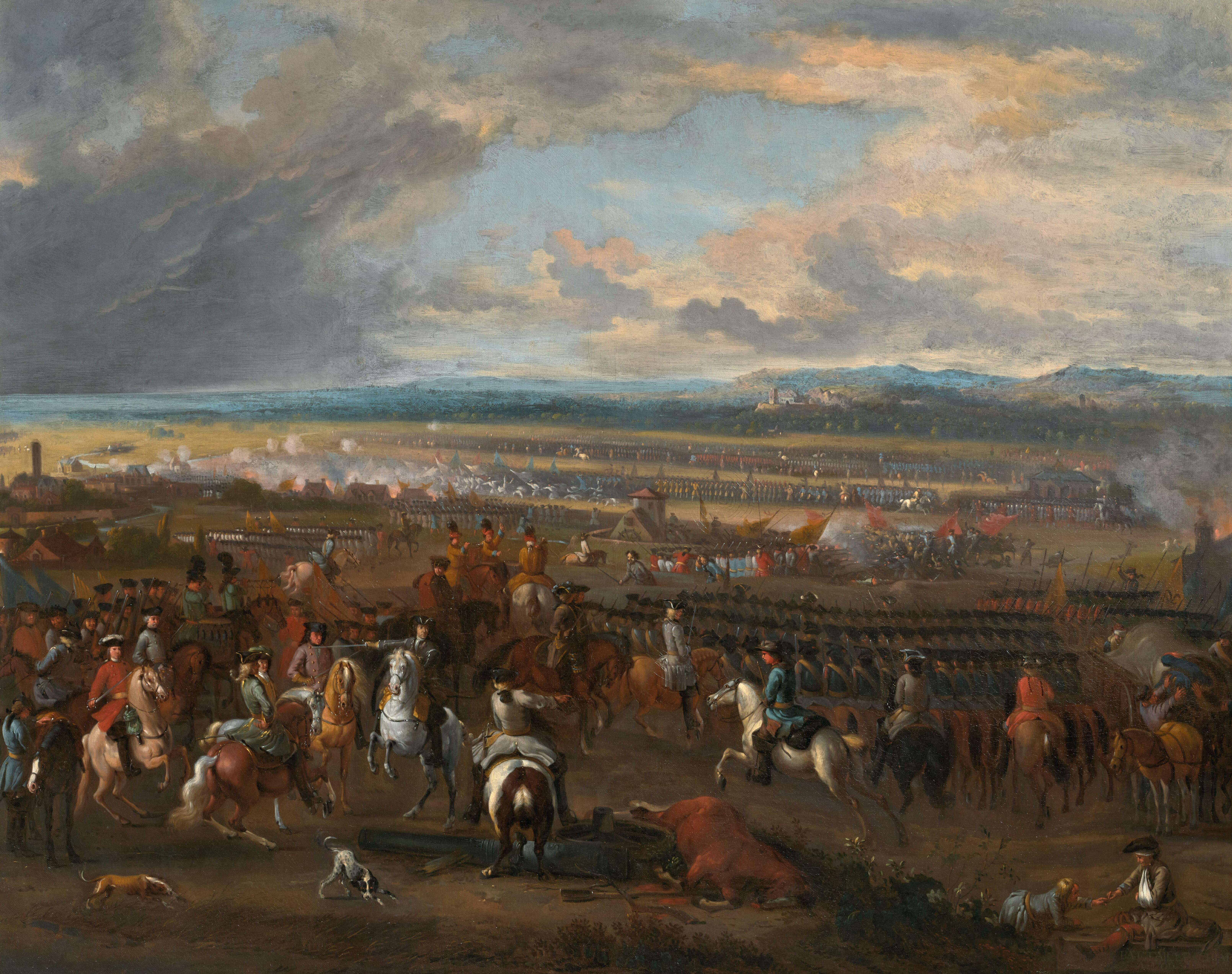
Bătălia de la Chiari.
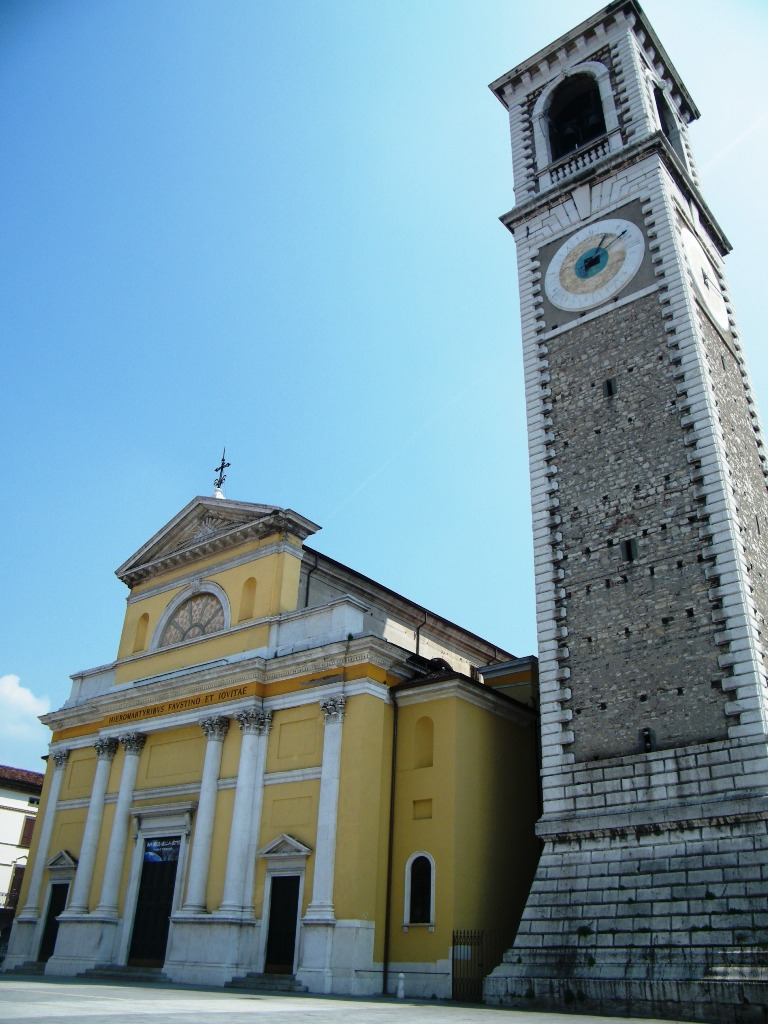
Catedrala și turnul civic.